# Chucena
Chucena – gmina w Hiszpanii, w prowincji Huelva, w Andaluzji, o powierzchni 26,06 km². W 2011 roku gmina liczyła 2176 mieszkańców.